# Gönc
Gönc è una città dell'Ungheria di 2.268 abitanti (dati 2001) . È situata nella contea di Borsod-Abaúj-Zemplén a 70 km dal capoluogo Miskolc.

## Storia

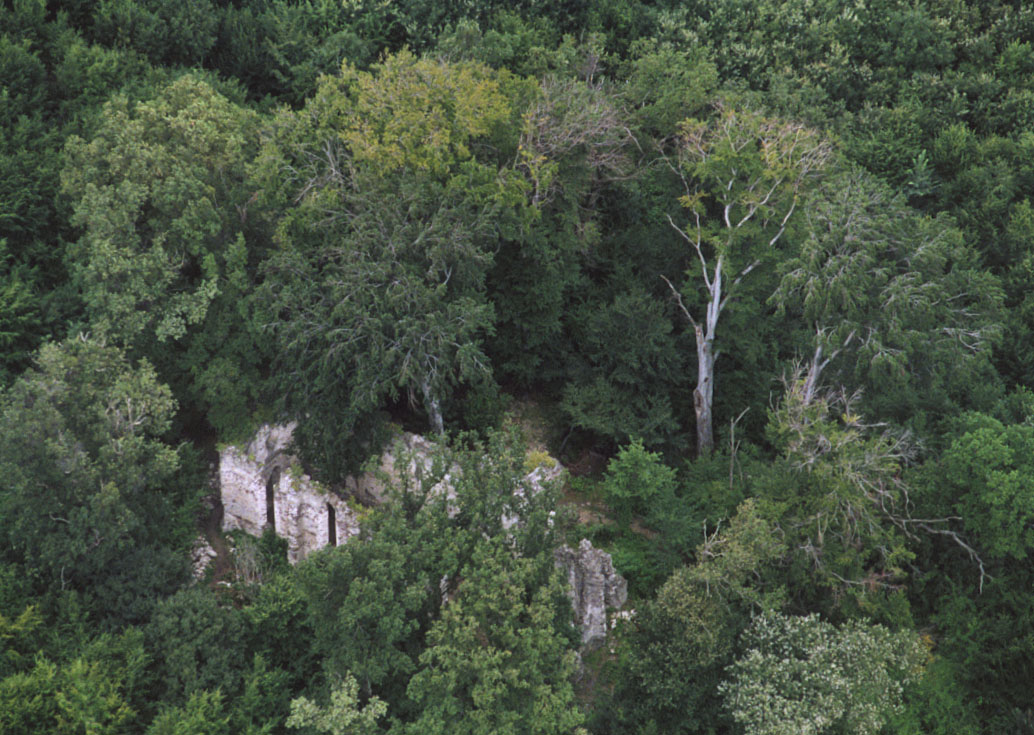
I resti del convento

Gönc è abitata fin dalla conquista dell'Ungheria. Nel Medioevo era un'importante città commerciale e dal 1570 al 1647 capoluogo della contea di Abaúj. Ottenne lo status di città nel 2001.